# Kosmodrom Baikonur

Logo der Stadt Baikonur mit startender Rakete

Das Kosmodrom Baikonur (russisch Космодро́м Байкону́р Kosmodrom Baykonur, kasachisch Байқоңыр ғарыш айлағы Baiqoŋyr ğaryş ailağy) ist ein Raketenstartplatz im Süden Kasachstans nördlich der Stadt Baikonur. Es ist der weltweit erste und derzeit größte Weltraumbahnhof. Das Kosmodrom Baikonur war sowohl Startplatz für den ersten künstlichen Satelliten Sputnik 1 als auch für den ersten bemannten Raumflug (Wostok 1). Die Startrampe der beiden Missionen wurde zu Ehren von Juri Gagarin, dem ersten Menschen im All, in Gagarins Start umbenannt.
Der Weltraumbahnhof Baikonur wurde von der Sowjetunion ursprünglich als Testgebiet für militärische Entwicklungen errichtet, fand aber seit 1957 immer mehr Verwendung innerhalb des sowjetischen Raumfahrtprogramms und wurde in dieser Rolle weltweit bekannt. Er ist von der kasachischen Regierung bis zum Jahr 2050 an Russland vermietet und steht unter der Verwaltung der russischen Raumfahrtbehörde Roskosmos und der russischen Luftwaffe.
Zwischen dem Ende des Space-Shuttle-Programmes im Juli 2011 und dem Start von SpaceX Demo-2 im Mai 2020 starteten alle nichtchinesischen bemannten Raumflüge vom Kosmodrom Baikonur.

## Geschichte

### Sowjetunion
Der Weltraumbahnhof Baikonur wurde ursprünglich als Testgebiet für militärische Entwicklungen gebaut. 1955 unterzeichnete die sowjetische Regierung das Dekret zur Errichtung des Wissenschaftlichen Forschungs- und Testschießplatzes Nummer 5 (NIIP-5; russisch Научно-исследовательский испытательный полигон № 5, Nautschno-issledowatelski ispytatelny poligon Nr.5). Am 2. Juni 1955 wurden die ersten Einrichtungen in Betrieb genommen.
Ursprünglich war das Gebiet von Sergei Koroljow, der später auch für das bemannte Sojus-Raumfahrtprogramm zuständig war, als Testareal für die weltweit erste Interkontinentalrakete R-7 vorgesehen. Nach wenigen Monaten wurde das Gebiet bereits mit weiteren Einrichtungen für die zukünftige bemannte Raumfahrt ausgebaut.

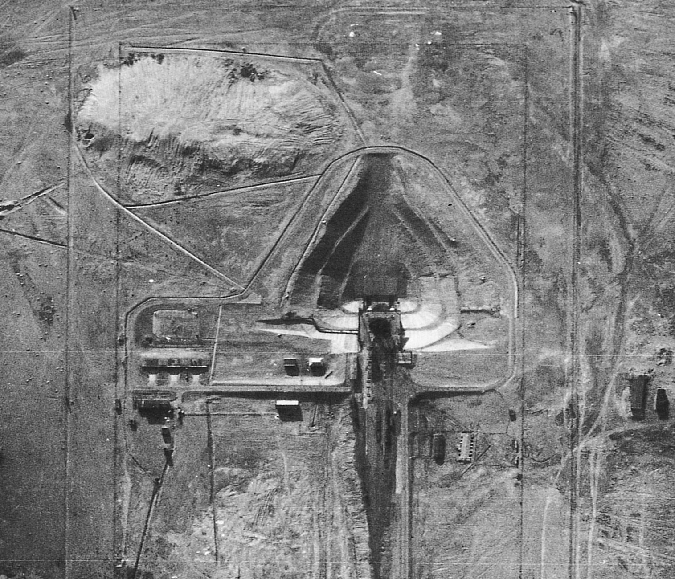
U-2-Luftaufnahme der R-7-Startrampe am 5. August 1957

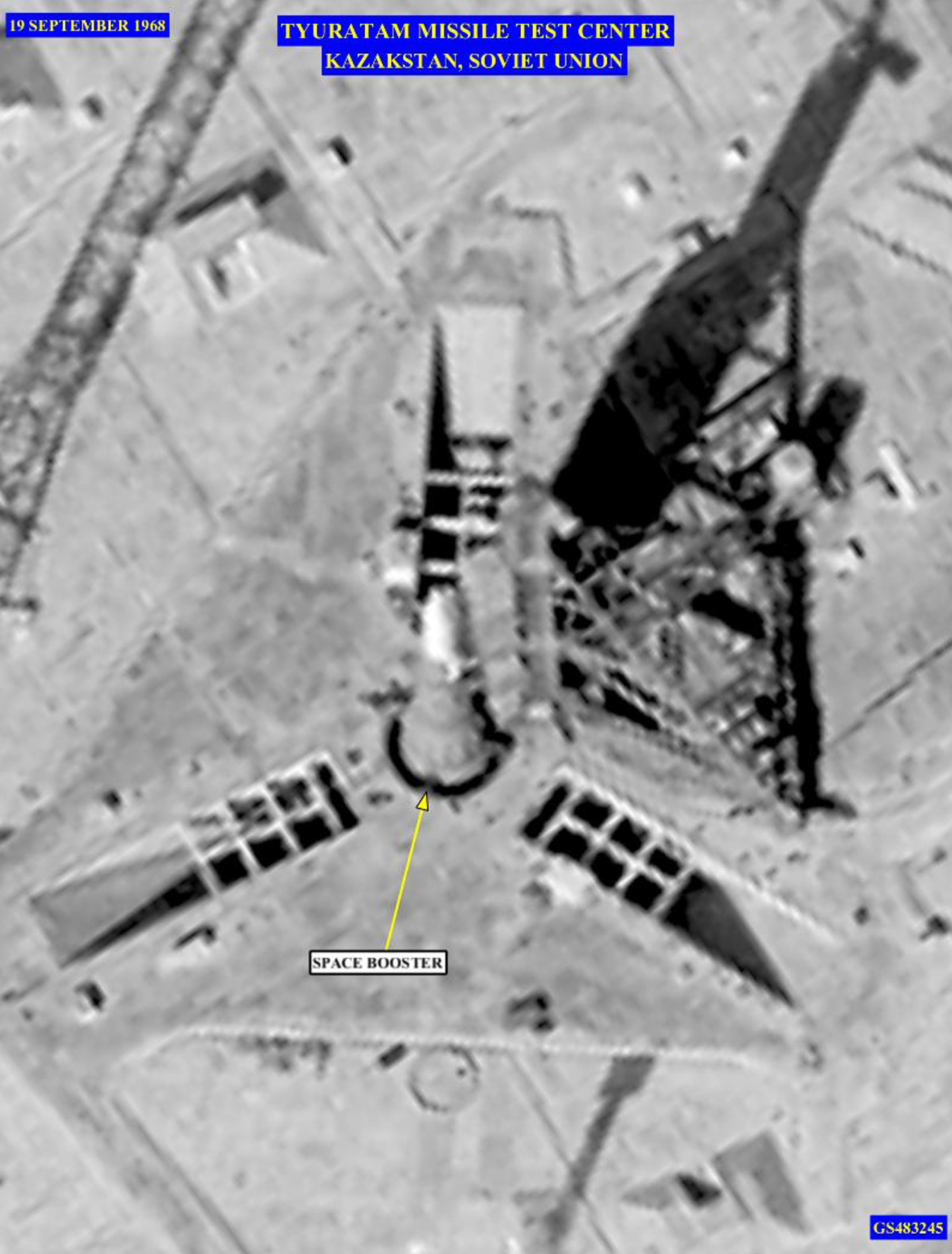
Startposition 11А52 Н-1 mit einer N1-Rakete, aufgenommen am 19. September 1968 von einem amerikanischen Keyhole-Aufklärungssatelliten

Bei der Wahl des Geländes mussten mehrere Punkte beachtet werden, die für die damalige Raumfahrt von großer Wichtigkeit waren. So mussten die damals noch vom Boden aus gesteuerten Raketen ungestört Signale vom mehrere hundert Kilometer entfernten Kontrollzentrum empfangen können, was eine große Fläche voraussetzte. Außerdem musste das militärische Sperrgebiet einige Distanz zum besiedelten Gebiet aufweisen. Zusätzlich sollte die Startanlage möglichst weit südlich errichtet werden, da die Erde am Äquator die höchste Rotationsgeschwindigkeit aufweist. Unter Berücksichtigung all dieser Punkte entschied sich die zuständige Kommission zum Bau in der kasachischen Steppe.
Der Bau gestaltete sich später als eines der teuersten Projekte in der sowjetischen Zeit. Grund dafür waren beispielsweise die von Beginn an hohen Transportkosten für Güter und Material. So mussten extra für das Kosmodrom neue Straßen und Gleise über mehrere hundert Kilometer gebaut werden.
Nahe dem Sperrgebiet wurde für die Familien der Beschäftigten und Militärangehörigen eine Ortschaft errichtet; diese wurde 1966 zur Stadt erklärt und erhielt den Namen Leninsk.
Am 5. August 1957 wurde das Sperrgebiet von einem US-amerikanischen U-2-Aufklärungsflugzeug entdeckt und fotografiert.
Der Asteroid des äußeren Hauptgürtels (2700) Baikonur wurde nach dem Weltraumbahnhof benannt.

### Russland
Nach dem Zusammenbruch der Sowjetunion im Jahre 1991 führte die russische Raumfahrtagentur die Arbeit in Baikonur fort. Die dafür benötigten Verträge wurden im Gespräch mit der kasachischen Regierung ausgehandelt. So wollte sich Russland das Gebiet für 99 Jahre sichern, willigte jedoch schließlich auf eine Pachtzeit von 20 Jahren mit der Option für zehn weitere Jahre ein. Russland bezahlt Kasachstan dafür 115 Millionen Dollar jährlich. Am 8. Juni 2005 verlängerte Russland nach Gesprächen mit Kasachstan die Laufzeit des Vertrages bis 2050. Die Gebühr von 115 Millionen Dollar blieb dabei gleich, was für anhaltenden Streit zwischen den Ländern sorgte. Russland versucht mittlerweile mit dem Bau des Wostotschny-Weltraumbahnhofs im eigenen Land die Abhängigkeit von Baikonur zu verringern. Aus Sicherheitsgründen sind derzeit aber keine bemannten Raumflüge vom neuen Weltraumbahnhof zugelassen, weswegen Russland noch immer auf Baikonur angewiesen ist.
Mit der Einstellung des amerikanischen Space-Shuttle-Programms wurde Baikonur zum einzigen Startplatz für bemannte Raumflüge zur internationalen Raumstation ISS. 2012–2019 waren die russischen Raketen die einzige Möglichkeit für Menschen, zur ISS zu gelangen. Seit 2020 wird auch das Kennedy Space Center wieder für bemannte Flüge zur ISS verwendet.
Im Jahr 2024 starb ein Franzose an Dehydrierung beim Versuch, das Gelände zu besichtigen. Mehrfach wurden europäische Bürger 2022–2024 bei versuchten Besichtigungen verhaftet.

## Gebiet
Der Weltraumbahnhof befindet sich im Süden Kasachstans mitten in der Steppe nahe der Stadt Baikonur, rund 200 Kilometer östlich des Aralsees und nördlich des Flusses Syr Darya. Er befindet sich rund 90 Meter über Meer.
Die Fläche des Weltraumbahnhofs beträgt rund 7700 Quadratkilometer. Das Gebiet erstreckt sich in der Breite über 90 Kilometer, die Nord-Süd-Ausdehnung beträgt rund 85 Kilometer. Der ursprüngliche Bahnhof mit der Gagarin-Rampe befindet sich dabei in der Mitte. Östlich davon wurde der Startkomplex 6 mit der ebenfalls genutzten Rampe 31 errichtet. Das Gebiet umfasst außerdem Einrichtungen zum Bau der Raketen sowie ein eigenes Transportsystem. Außerdem hat Baikonur zwei Flughäfen, von denen einer nicht für die Öffentlichkeit zugänglich ist.

### Zentrale Region (Koroljow-Areal) und Startrampe 1 (Gagarins Start)

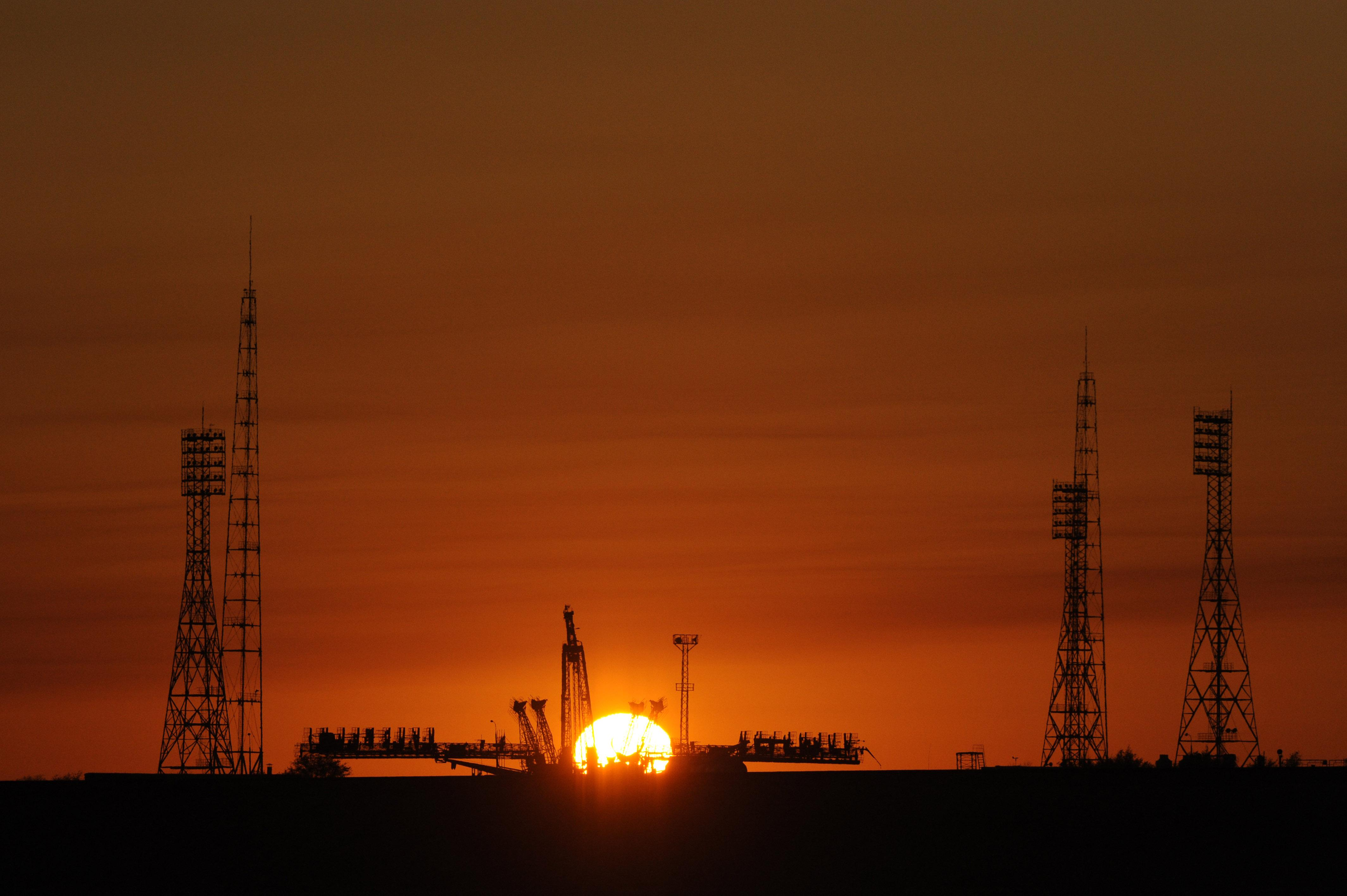
Startrampe 1 des Kosmodroms Baikonur vor dem Rollout der Sojus TMA-13

In der Mitte des Gebietes befindet sich der ursprüngliche Weltraumbahnhof. Die für die bemannte Raumfahrt genutzte Startrampe 1 ist dabei zentral angeordnet. Für die Besucher und die Presse wurde ein Gebäude zur Verfolgung des Raketenstarts sowie eine Souvenirverkaufsstelle eingerichtet. Außerdem befindet sich dort das Kosmodrom-Museum über die Geschichte des Weltraumbahnhofs.
Der zentrale Teil ist der älteste Teil des Bahnhofes. Der ursprünglich als R-7 bezeichnete Teil wurde nach der Vergrößerung des Bahnhofs in Koroljow-Areal umbenannt. Der Bereich wurde zuerst als Testareal genutzt, nach kurzer Zeit baute man die entsprechenden Einrichtungen jedoch zu Startrampen um. Außerdem wurden Gebäude zur Fertigung der Raketen, ein Bunker für die Flugkontrolle sowie ein System zum Transport der Raketen entwickelt.
Von der Rampe 1 startete am 15. Mai 1957 die erste Rakete des Typs R-7 in den Weltraum. Am 4. Oktober 1957 erfolgte von derselben Rampe der Start des ersten künstlich hergestellten Satelliten weltweit.
Nachdem Juri Gagarin im April 1961 als erster Mensch überhaupt erfolgreich in den Weltraum gestartet war, benannte man die Rampe 1 zu seinen Ehren in „Gagarins Start“ um. Im September 2019 startete von hier mit der Mission Sojus MS-15 die vorerst letzte Rakete.

### Bereich 2
Ende 1955 begannen nach einer mehrmonatigen Verzögerung die geplanten Arbeiten zum zweiten Bereich des Weltraumbahnhofes. Grund für die Verzögerung waren mehrere technische Probleme, die bei der Errichtung des Koroljow-Areals auftraten.
Zwei Jahre später wurden die ersten Gebäude des zweiten Bereiches fertiggestellt. Eine Startrampe war für diesen Bereich nicht vorgesehen, stattdessen wurden bis zur Inbetriebnahme 1957 unter anderem Baracken für das Personal erbaut. Auch ein Hotel für zivile Wissenschaftler und Techniker wurde im Bereich 2 errichtet. Ende 1957 wurden für die ranghöchsten Offiziere und Verantwortlichen drei kleine Häuser erbaut. In einem der Häuser verbrachte auch Juri Gagarin die Nacht vor dem ersten Raumflug.
Die verschiedenen Aktivitäten im Bereich 2 wurden nach und nach ausgelagert. So wird etwa der Prozess der Betankung nicht mehr wie früher zentralisiert durchgeführt, sondern erfolgt direkt an der Startrampe. Unter anderem aus diesem Grund wird der Bereich 2 heute nicht mehr benötigt.

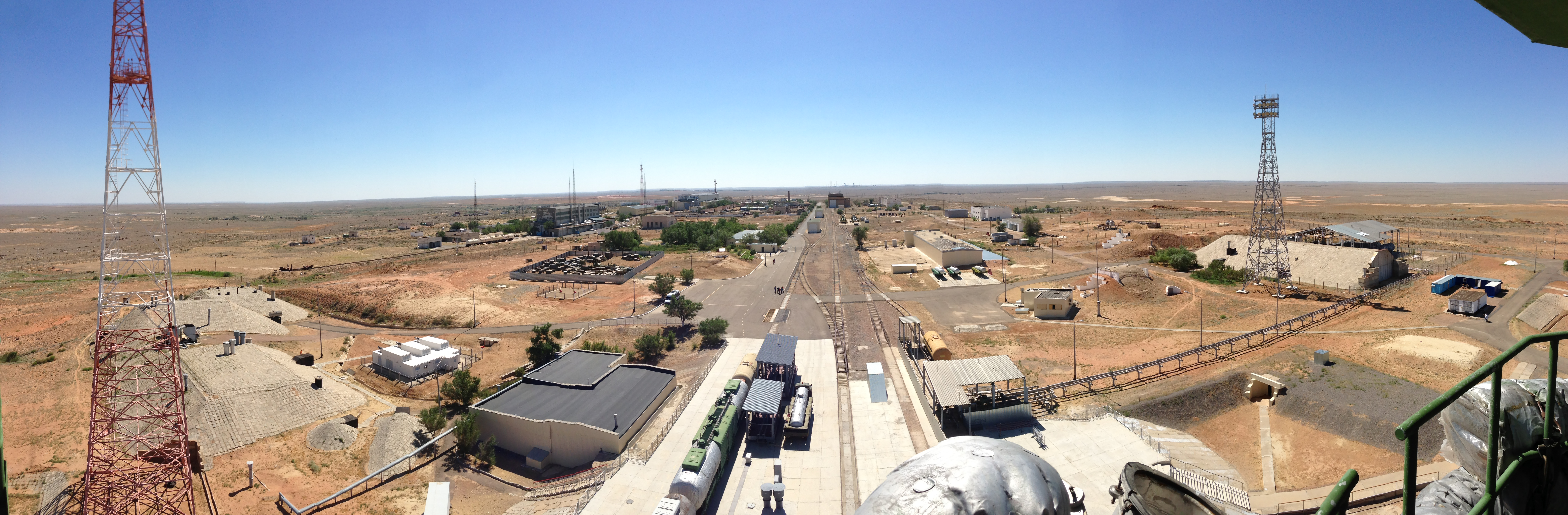
Panoramablick über die Startrampe 31

### Startrampe 31
Nach den ersten erfolgreichen Starts auf der Rampe 1 entschied man sich, im Osten des Gebietes eine zweite Plattform zu errichten. Aufgrund der zuvor gemachten Erfahrungen wurden diverse Änderungen im Vergleich zur ersten Rampe vorgenommen; so wurden beispielsweise die Gebäude für die Fertigstellung der Raketen sowie die Serviceeinrichtungen näher an die Rampe gerückt. Die Startrampe 31 wurde 1960 fertiggestellt, am 27. Februar 1961 erfolgte der erste Start.
Ab 1985 wurde die Rampe 31 nur für bemannte Flüge genutzt. Zwischen 2005 und 2009 wurde die Rampe einer Generalüberholung unterzogen. Grund dafür war die Einführung der neuen Sojus-2-Rakete.
Nach der Entscheidung im Jahr 2009, die Zahl der Bordmitglieder der Internationalen Raumstation von drei auf sechs zu erhöhen, musste in Baikonur neu geplant werden. Nicht mehr nur wie bis dahin zwei, sondern vier bemannte Raketen sollten pro Jahr starten. Als Resultat wurden sowohl die Rampe 1 als auch die Rampe 31 überarbeitet. So wurde unter anderem ein neues System für die Betankung, ein neuer Bunker für die Flugkontrolle und neue Kabel zur Kommunikation eingerichtet und verlegt. Tatsächlich starten dann von 2012 bis 2018 nur drei bemannte Missionen von Startplatz 31. Erst seit 2020 wird er regelmäßig genutzt, nachdem Rampe 1 außer Betrieb genommen wurde.

### Startplatzübersicht
In den 1960er bis 1980er Jahren entstanden am Kosmodrom Baikonur zahlreiche neue Startrampen, die meisten davon nur für militärische Nutzung. Folgende Plätze dienten bislang für den Start von orbitalen Trägerraketen; die erste Zahl bezeichnet dabei jeweils einen Startkomplex und die zweite eine dort befindliche Startrampe:
| Rampe  | Rakete      | Nutzungszeitraum | Anmerkungen                 |
| ------ | ----------- | ---------------- | --------------------------- |
| 1/5    | R-7/Sojus   | 1957–2019        | auch bemannte Starts        |
| 31/6   | R-7/Sojus   | seit 1961        | aktiv; auch bemannte Starts |
| 45/1   | Zenit       | 1985–2017        |                             |
| 45/2   | Zenit       | 1990             |                             |
| 81/23  | Proton      | 1965–2004        |                             |
| 81/24  | Proton      | seit 1967        | aktiv                       |
| 90/19  | Zyklon-2A/2 | 1967–1997        |                             |
| 90/20  | Zyklon-2A/2 | 1968–2006        |                             |
| 109/95 | Dnepr       | 1998–2015        |                             |
| 110L   | N1 Energija | 1971–1972 1988   |                             |
| 110R   | N1          | 1969             |                             |
| 161/35 | Zyklon-1    | 1967–1968        |                             |
| 162/36 | Zyklon-1    | 1966–1968        |                             |
| 175/58 | Rockot      | 1994             |                             |
| 175/59 | Strela      | 2003–2014        |                             |
| 200/39 | Proton      | seit 1980        | aktiv                       |
| 200/40 | Proton      | 1977–1991        |                             |
| 250    | Energija    | 1987             |                             |

Für die neue Rakete Sojus-5 werden die ehemaligen Startanlagen der Zenit-M unter der Bezeichnung Baiterek umgebaut. Der erste Start ist auf Dezember 2025 angesetzt.

## Transport

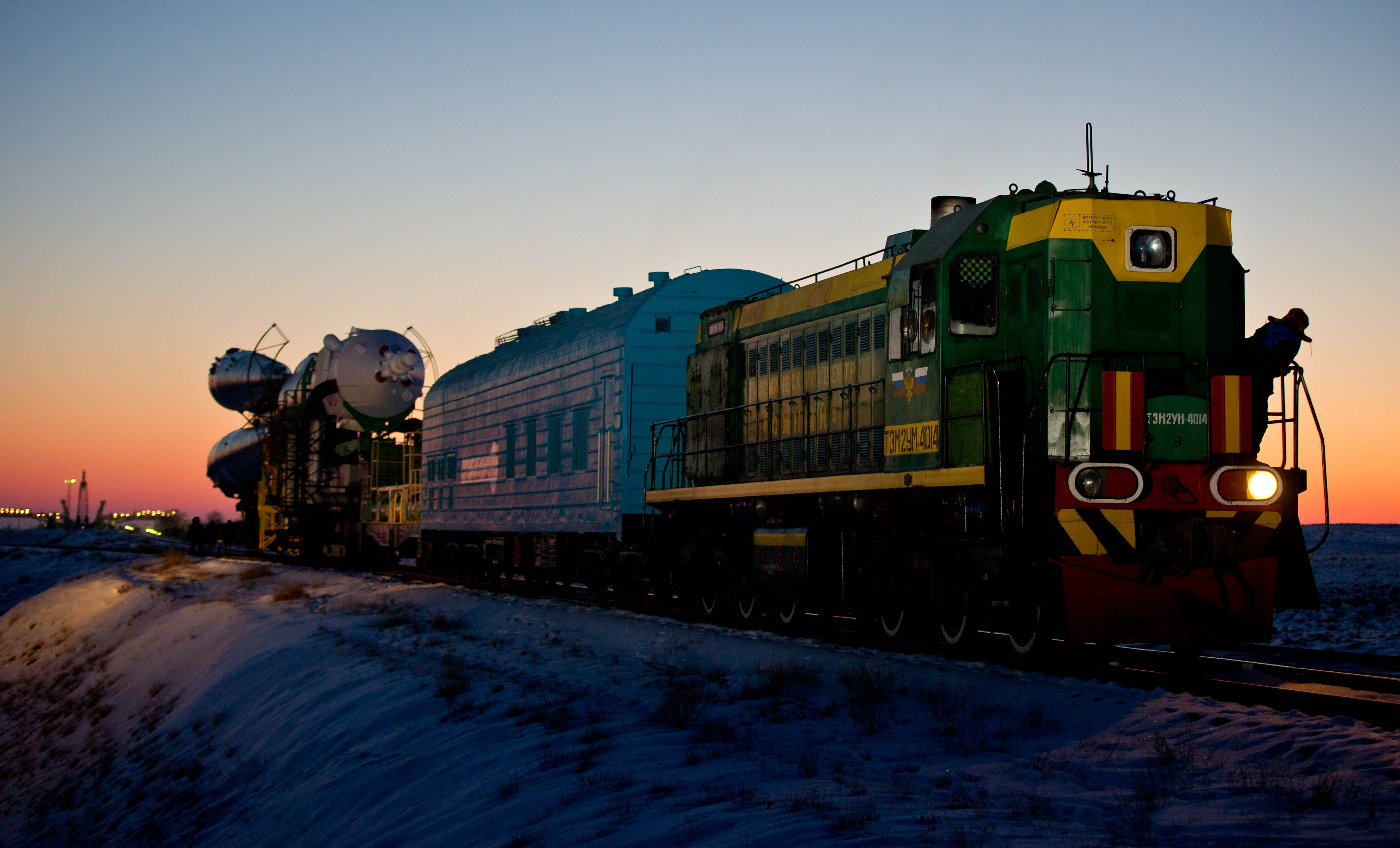
Sojus-TMA-03M-Rollout in Baikonur

### Eisenbahn
Alle logistischen Transporte innerhalb des Kosmodroms werden mit der Eisenbahn abgewickelt. Das eigens dafür entwickelte Schienennetz ist der größte industrielle Bahnbetrieb der Welt. Die Eisenbahn wird für sämtliche Bereiche der Startvorbereitungen genutzt, so werden unter anderem die Raketen mit speziell entwickelten Tragschnabelwagen zu den Startrampen gefahren.
Während die Eisenbahn früher der Sowjetunion unterstand, ist sie heute ein eigenständiger Betrieb. Das Schienennetz des Kosmodroms ist mit dem öffentlichen kasachischen Schienennetz verbunden.

### Flughafen
Im Kosmodrom Baikonur gibt es zwei Flughäfen, die den Weltraumbahnhof mit der Außenwelt verbinden. Dabei werden sowohl Ziviltransporte als auch Flüge für die Raumfahrt durchgeführt, so werden beispielsweise die einzelnen Bauteile der Raketen per Flugzeug angeliefert.
Der größere Jubileiny-Flughafen (Юбилейный аэропорт; ICAO: UAON) ist dabei für die Öffentlichkeit zugänglich. Zwar werden von Moskau aus auch Linienflüge zum kleineren Kraini-Flughafen (Крайний; IATA: BXY, ICAO: UAOL) durchgeführt, die jedoch nicht für die Öffentlichkeit bestimmt sind.